# 마쓰에 소요 사건
마쓰에 소요 사건(일본어: 松江騒擾事件 마쓰에소조지켄[*])은 1945년 8월 24일 일본 제국 시마네현의 현청 소재지 마쓰에시에서 청년 단체 "황국의용군"(일본어: 皇国義勇軍 고코쿠기유군[*])에 속한 수십명이 무장 봉기하여 현내 주요시설을 습격한 사건이다. 이 일로 1명이 사망하였다. 마쓰에 소요 사건이라는 명칭은 일본정부에서 사용한 것으로, 황국의용군사건(일본어: 皇国義勇軍事件 고코쿠기유군지켄[*]), 시마네현청 방화사건(일본어: 島根県庁焼き打ち事件 시마네켄초야키우치지켄[*])이라고도 불린다. 이 사건은 태평양 전쟁 종전 직후 일본의 항복에 반대하여 일어난 여러 소요사건 중 하나로, 지방 도시인 마쓰에시에서 발생한 사건이지만, 일본 제국 시대에 일어난 전국적 규모의 동요가 목적인 마지막 쿠데타이자, 일본 제국 헌법에 따라 일본대심원에서 재판한 마지막 사건이기도 하다.
1945년 8월 15일, 포츠담 선언에 따른 일본 제국의 항복이 쇼와 천황의 옥음방송(라디오 방송)을 통해 일본 전 국민에게 발표되었다. 그로부터 이틀이 지난 8월 17일 도쿄도에서는 항복에 반대하는 존양동지회 회원들이 미나토구의 아타고산에서 농성하며 전국에 봉기를 주장하는 소요사건이 발생하였다. 마쓰에 소요사건은 이 아타고산 농성에 호응하는 형태로 발생했다. 존양동지회의 회원인 오카자키 이사오를 중심으로 20세 전후의 남녀 수십명이 "황국의용군"이라 자칭하며 8월 24일 새벽에 봉기하였고, 흩어져서 시마네현내의 주요시설을 모두 습격하였다. 시마네현청은 불에 소실되고, 신문사, 발전소도 그 기능이 일부 마비되었다. 사전 계획에서는 현지사와 지방검찰의 검사정(현:검사장)의 암살도 도모되었지만, 계획에 차질이 생겨 실패하였다. '황국의용군' 일당은 시내 각지를 습격한 후, 전국에 봉기를 주창하기 위하여 방송국에 모였으나, 방송국장은 이를 완강히 거부하였다. 봉기대와 방송국장 사이의 말다툼이 계속되는 사이 도착한 경찰관과 일본군대가 방송국을 포위, 봉기대 전원이 모두 체포됨으로써 사건은 일단락되었다.
이 사건으로 인해 시마네현 청사와 의사당 등 3,000m²가 타버려 192만 엔의 피해액을 남기고 방화 당시에 주민 1명이 살해되었으며 주요문서 등이 다수 소실되었다. 또한 발전소 습격의 영향으로 마쓰에시내는 약 3시간 30분간 정전되었다. 신문사도 습격의 영향으로 8월 31일까지 타블로이드판으로 신문을 발행하였다. 행정·치안 당국을 비롯한 패전 직후의 시마네 현민에게 이 사건은 큰 충격을 주었지만 보도관제의 시행을 통해, 이 봉기가 일본전역에 파급되는 것은 막을 수 있었다. 황국의용군의 주요 단원들은 복역이후 교육자나 인쇄회사직원, 산업폐기물처리업 등에 종사하고 있던 것으로 알려졌고, 그 외의 단원의 행방은 알려지지 않았다.

## 사건의 배경

### 오카자키의 사전 활동

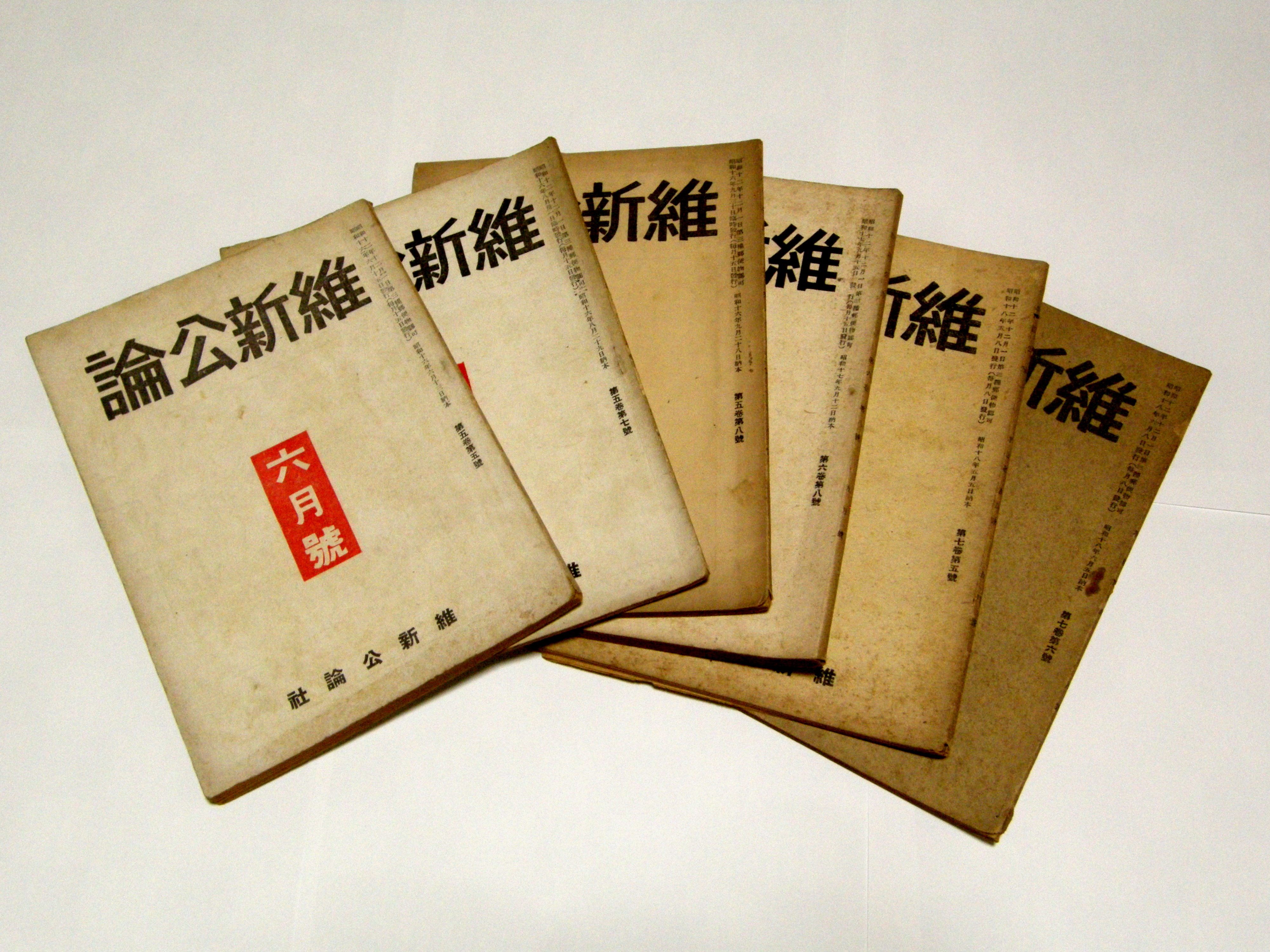
"긴노마코토무스비"의 기관지 《유신공론》

주동자 오카자키 이사오(일본어: 岡崎功, 본래 한자 岡崎允佐夫, 1920년 7월 17일 ~ 2006년)는 시마네현에서 태어나, 1939년 3월 마쓰에 중학교를 졸업한 후, 2년 간 만주의 미쓰이 물산 펑톈 지점에서 근무하던 중, 국수주의 사상을 받아들였다. 1942년 11월 일본으로 돌아와 승려가 되고자 일련종 계열의 릿쇼 대학 전문부에 입학하면서 중학교 시절의 친구였던 히로에 고분(広江孤文, 다른 한자 표기 広江弘文)가 가입해 있었던 국가주의 단체 긴노마코토무스비에 들어가, 국가 혁신 운동에 참가하게 되었다. 당시의 오카자키에게 영향을 준 서적으로 미쓰다 이와오의 《쇼와 풍운록》, 마쓰나가 모토키의 《황국체제》, 아마노 다쓰오의 《국체황도》 등이 있다.
오카자키는 사재를 털어 도쿄 부립(府立) 고등학교 인근 (지금의 도쿄 도립대학, 당시의 메구로구 다카마에 정)에 "일심료"(一心寮 잇신료[*])를 세워, 거기서 매일 밤 다쿠쇼쿠 대학 2학년 사이토 나오유키 등 7 ~ 8명과 함께 정치가, 군벌을 비판하는 격론을 펼쳤다. 이 때는 태평양 전쟁에서 일본의 패색이 짙어지던 시기로, 몇몇 세력들 사이에서 도조 히데키 내각의 타도나 암살 계획이 여러번 이루어졌다. 내대신 기도 고이치나 나카노 세이고 등도 내각총리대신·육군대신·해군대신을 쇄신하는 비밀 공작을 진행하고 있었다. 그러나 이를 미리 알아챈 도조가 선수를 쳐 새 총리 후보로 점지되어 있었던 우가키 가즈시게가 구류되는 사태가 발생하였다. 이 사태를 파악한 오카자키는 도조가 육해군의 협조를 저해하고 있어, 대화로는 상황이 진전되지 않으리라 보고 도조와 이치키 기토쿠로의 암살을 계획, 와세다 대학의 교련 장교로부터 수류탄, 권총을 손에 넣어 그 기회를 기다렸다. 그러나 오카자키와는 별도로 사이토 일당이 기획하고 있었던 도조 타도 계획이 사전에 헌병대에 의해 발각되어 차례차례 계획이 밝혀지자 오카자키도 연행되었다. 오카자키는 1943년 7월, 방화살인예비·폭발물단속벌칙 위반에 따라 연행되어 스가모 구치소에서 1년 반 동안 갇힌 후, 1944년 9월 징역 2년·집행유예 3년의 판결을 받았다. 오카자키는 그 해 11월 석방되었지만, 이지마 요시오(飯島与志雄)가 결성한 존양동지회에 바로 가입했기 때문에 특별고등경찰로부터 요주의 인물로 감시를 받고 있었다. 고향 마쓰에로 돌아간 후에는 쇼와 유신 운동의 지도적 인물로서 활동을 계속하는 한편, 근로동원서용원(勤労動員署傭員)이 되었다. 오카자키가 태평양 전쟁의 진짜 모습을 보게 된 계기는 근로동원서용원에서 근무한 일이었다.
이 근로동원서에서 오카자키는 요주의 인물이라는 인물상과는 사뭇 다른 행동들을 취했다. "군수 공장에 사람을 징용할 때는 개개인의 사정을 고려해야 한다"는 스스로의 신념에 따라, 집안의 사정으로 징용을 면제해달라고 탄원하는 사람들의 부탁을 들어주고자 자신의 책임으로 이들을 면제해주었다. 그 결과 서장과 의견이 부딪혀, 구레시에 있는 해군 공장에서 일할 여성 정신대원 75명을 1주일 안에 추리라는 명령을 받았다. 오카자키는 정신대원을 추리기 위해 신상서를 조사하면서, "지위가 높은 이들의 자제는 징용되지 않는다"는 사실을 알게 되었다. 오카자키는 재판소 소장과 검사정(검사장에 해당)의 딸을 여성 정신대로 뽑았고, 그들의 자제가 여성 정신대로 추려진 일을 현지 신문에서는 대서특필했다. 근로동원서장과 검사정은 크게 분노하여 오카자키를 협박했지만, 오카자키는 물러서지 않았다. 그러나 추려진 여성 정신대원이 출발하기 이틀 전, 오카자키는 오사카부로 출장을 나갈 것을 명령받았다. 얼마 후 출장 업무를 마치고 돌아온 오카자키는, 이미 출발한 여성 정신대 중에 유력자들의 딸들이 다시 제외되어 돌아간 것을 알게 되었다. 결국 오카자키는 근로동원서에 사표를 제출하고, 1945년 4월 대일본언론보국회 시마네 지부에 들어갔다. 이 시기에 도쿄 대공습과 이오 섬 전투 등이 일어나면서, 전쟁의 상황은 일본에게 절망적으로 돌아가고 있었다. "신주불멸", "일억총옥쇄" 등의 선전 문구들이 유행하였고, 일본 국민은 본토 결전을 위해 동원되고 있었다. 시마네현에서는 연합군의 상륙에 대비하기 위하여 고등여학생들이 송곳을 항상 지니고 다니게 했으며, 어린이들에게는 소년이 들고 다닐 수 있는 길이의 죽창이 보급되었다.
대일본언론보국회 시마네 지부는 마쓰에 시내의 변호사였던 와다 요시요리의 사무소의 방 한 칸과, 후카다야 여관 (후카다 여관이라고도 표기하는 사료가 있다.) 별관 2층을 사무로소 사용하였다. 이 여관은 대일본언론보국회 시마네 지부장 사쿠라이 사부로고에몬이 숙식을 해결하는 곳이기도 했다. 오카자키는 존양동지회에 연락을 취한 뒤, 사쿠라이, 하타노 야스히코, 하세가와 후미아키, 모리와키 아키요시, 시라나미 라이토 등과 함께 패색이 짙은 전후에 대해 초조해하면서 "쇼와 유신과 일제 봉기"를 모의하였다. 이 봉기에 대하여, 지부장 사쿠라이는 민간인 뿐만 아니라 군대와도 연합을 하자고 제안했지만, 오카자키는 반대하였다. 오카자키는 "군대와 연락을 취할 여유가 없고, 민간인들이 먼저 일어나면 군대들은 거기에 따라 스스로 쇼와 유신의 디딤돌이 될 것"이라고 주장했다. 오카자키의 이와 같은 주장은 하타노, 하세가와 등 젊은 세대로부터 지지를 얻었다.

### 종전 이후부터 발생 전까지
1945년 8월 15일 정오 일본 천황의 옥음방송에 따라, 일본이 포츠담 선언을 승낙한다는 것, 즉 "일본의 항복"이 일본 국민들에게 전달되었다. 다음 날인 16일부 《시마네 신문》 사설에서는 이를 "휴전조칙"이라고 전하였다. 국민에게 "국가의 보존"(일본어: 国体の護持 고쿠타이노 고지[*])을 밝힌 스즈키 간타로 내각은 총사직하였으며, 17일에는 히가시쿠니노미야 나루히코 내각이 발족하였다. 일본이 정치적 격동을 맞게 된 가운데, 시마네 현지사로 시마네 현 국민의용대 본부장이기도 했던 야마다 다케오는 15일에 '고유'(告諭)를 발표하여, "반성의 마음과 쓰라린 아픔을 가슴에 새길 것"과, "자포자기나 증오심 때문에 일본 국민들의 분열이 발생하지 않도록 할 것"을 현민들에게 부탁하였다. 다음날 16일에는 "조국의 부흥", "황국의 부흥"을 위해 현민의 결속을 이룩한다는 목적에 따라 "현민지휘방책대강"을 결정하여, "이번 외교 충돌의 경과·내용 및 전쟁 종결을 가능한 한 현민들에게 발표"한다는 방침을 전했다. 또 3, 5, 6항에서는 현민들 스스로의 반성을 바탕으로 전쟁의 책임을 나눌 것을 부탁하며, 다른 이들에게 패전의 책임을 전가하지 말 것과, 천황의 명을 언제나 따를 것을 당부했다. 이처럼 시마네 현 당국이 질서 유지를 위해 움직이는 한편으로 군 당국도 현민을 단속했다. 8월 17일, 마쓰에 지구 사령관이었던 오가와는 "'휴전조칙'을 받아들였다하여 마치 평화가 찾아온 것처럼 착각하거나, 억지에 기반한 유언비어에 속는 것은 위험하다"고 밝히며, 조칙의 취지에 따라 평화 조약이 체결될 때까지는 "용감한 투쟁 정신"을 지켜야 한다고 말했다.
8월 15일 종전을 전후하여 군대의 내부에서는 궁성 사건이나 가스미가우라 항공대·아쓰기 항공대의 항전 주장, 기지 점거 등의 움직임이 있었으며, 민간인들 사이에서도 아타고 산에서의 존양동지회원의 농성·자폭 사건이 있었다. 이 사건들은 22일 전까지 모두 진압되었지만, 시마네 현 마쓰에 시에서는 8월 17일부터 19일에 거쳐 인접한 돗토리현 미호 항공대 기지에서 날아 온 해군기가 "결사항전" 주장을 담은 선전물을 뿌렸고, 시내에서도 "소련 타도·성전 완수"의 내용을 담은 벽보가 붙여졌다. 또 가노아시군 가키노키 촌에서는 8월 20일 새 촌장 선임 무렵 "본토 결전"의 분위기가 퍼져있었다. 도쿄와 오사카 등지에서 일어난 공습을 통해, 일본이 더 이상 전쟁을 수행할 수 없음이 이미 밝혀졌으나, 공습을 받은 일이 없는 산인 지방에서는 전쟁을 계속 속행해야 한다는 여론이 강했다. 이것이 마쓰에 소요 사건의 원인 중 하나가 되었다.
8월 15일, 옥음방송을 들은 하타노와 하세가와는 이미 궐기를 준비하고 있었던 오카자키와 만났다. 한편 대일본언론보국회 시마네 지부장 사쿠라이는 니타군의 자택에서 옥음방송을 듣고, 바로 마쓰네 시의 연대 본부에서 아는 사이였던 연대장을 만나, 연대장의 진심을 확인하였다. 사쿠라이는 연대장은 체념한 상태였으며, 군은 궐기할 상황이 아닌 것을 확인했다. 사쿠라이는 오카자키 일행의 수상한 움직임을 알고 있었고, 후카야 여관 별관에서 이루어진 논의는 급속도로 의미를 잃어갔다. 군대의 참가가 불가능함을 확인함으로써, 사쿠라이는 오카자키 일행을 덜 주시하게 되었다. 사건 후, 사쿠라이가 봉기의 배후라는 소문이 떠돌자 사쿠라이는 이를 부정했다. 이에 대하여 언론인 하야시 마사유키는 "후카야 여관 본관에서 오카자키 등과 일제히 봉기하는 것에 대해 논의했던 사쿠라이가 봉기를 모를 리 없다. 그러나 오카자키 일행이 무언가를 일으키려 한다는 것은 알고 있었지만, 구체적인 계획과 행동에는 참가하지 않았을 것이고, 봤어도 못 본 척 했을 것"이라고 밝혔다. 또 이노세 나오키도 사쿠라이가 불온한 움직임이 있던 것을 알고 있었다고 밝혔다. 이 당시 사쿠라이는 야스오카 마사히로가 설립한 긴케이 가쿠인의 사실상의 산인 지부였던 "산인소행회"의 우두머리이기도 했다. 야스오카 마사히로 자신이 종전의 조칙을 펴내는 일에 거들고 있었기 때문에, 당시 긴케이 가쿠인도 조칙에 순응하는 태도를 취하고 있었다. 하야시 마사유키는 이러한 상황에서 산인소행회장 사쿠라이가 궐기하는 것은 불가능하였으며, 또 군대와의 연합도 불가능하여 자기 자신이 행동을 할 수 없었지만, 오카자키의 주장에도 공감하였기 때문에 깊이 고민하고 있지 않았겠느냐고 추측했다.
오카자키는 종전을 인정하지 않았으며, 철저한 항전과 봉기가 있으리라고 믿고 있었기 때문에 도쿄에 올라가기로 마음먹었다. 그러나 오카자키는 특별고등경찰로부터 감시를 받고 있었기 때문에, 특별고등경찰의 과장으로부터 도쿄로 올라가려고 하면 구속할 것이라는 주의를 받았다. 8월 17일, 오카자키가 도쿄로 가는 것을 저지한 특별고등경찰 쪽이 방심하고 있던 사이, 오카자키를 대신하여 하타노가 마쓰에 시를 떠나 도쿄로 떠났다. 다음 날, 하타노는 공습으로 불타버린 도쿄도에 이르렀다. 공습을 받은 도쿄 도를 보면서도 하타노는 일본에 전쟁을 속행할 수 있는 여력이 남아있지 않다고는 느끼지 않았다. 하타노는 나카노구의 방공호에 있었던, 마쓰나가 모토키의 문하생 니시 미치하루(西 三千春)로부터 도쿄의 정세와 앞으로의 일에 대한 충고를 들었는데, 니시는 시마네 현에서 경솔히 움직일 게 아니라 전국민이 일제히 봉기해야한다는 것, 봉기했을 때는 가스미가우라 주둔지에서 비행기를 움직여 환영할 것이라는 니시 스스로의 뜻 등을 하타노에게 전했다. 하타노는 대혼란 상태였던 도쿄역에서 출발하여, 교토부를 지났을 즈음 한시 바삐 알리기 위해 하세가와에게 전보를 쳤다.

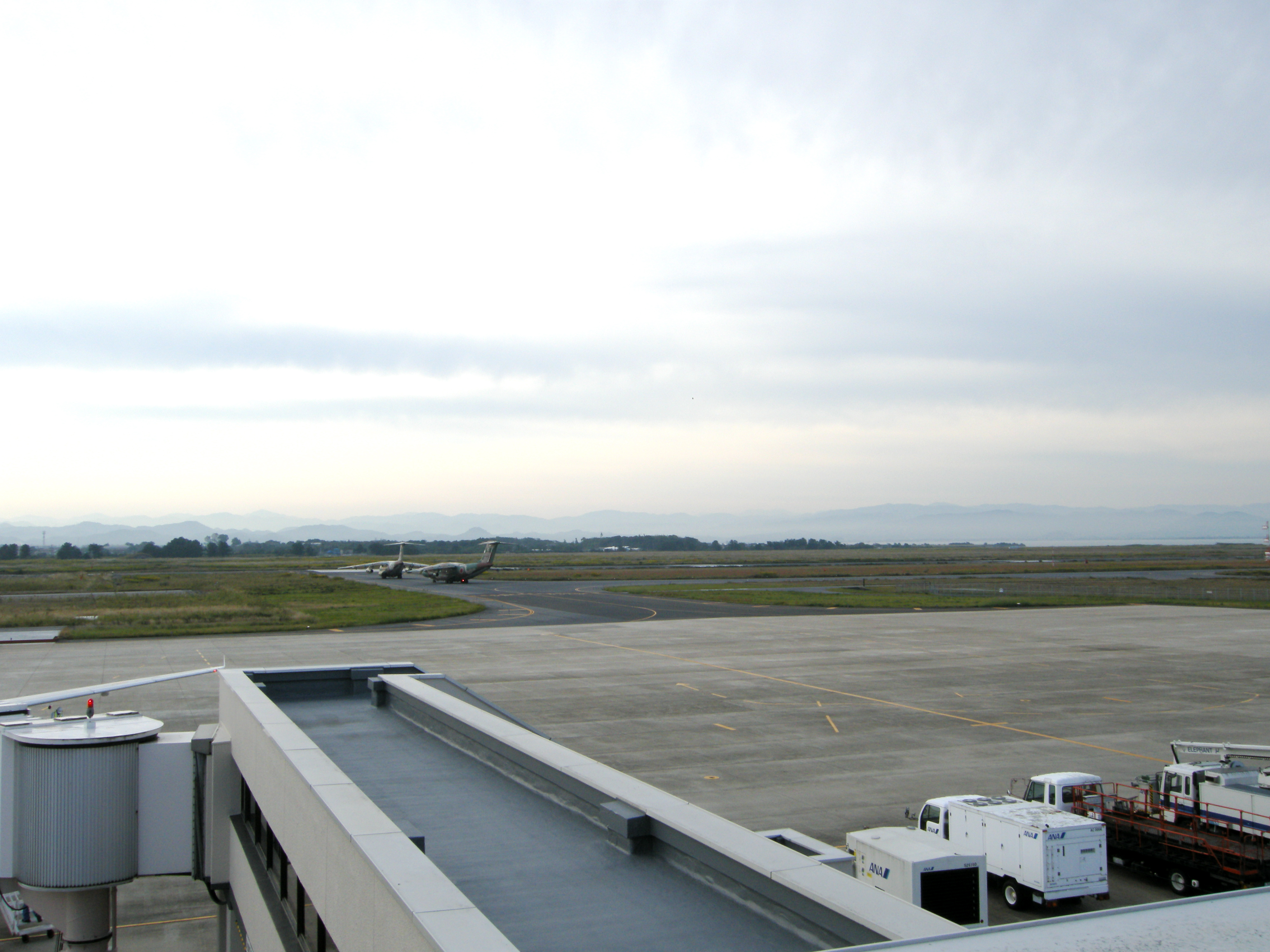
2008년 현재의 미호 항공대 기지 (미호 비행장)

하타노가 도쿄에 간 사이, 오카자키와 하세가와는 봉기의 구체적인 안을 다듬었다. 특히 오카자키는 군대와의 연락 대책을 위해 분주했다. 후일 하세가와의 증언에 따르면, 마쓰에 시에 주둔하고 있었던 101부대 내 한 중대 정도는 오카자키와 내통하고 있었다고 한다. 8월 22일, 연합군의 일본 본토 상륙은 26일이라는 것이 신문을 통해 보도되자, 오카자키는 25일 전에 봉기하기로 결정했다. 후카다야 여관 2층에 수백장의 갱지가 마련되어, 한 장 한 장에 "현민에 고한다" "황국 장병에 고한다" "제국 일본에 항복은 없다" 등의 격문이 쓰였다. 계획에 따르면 미호 항공대 기지의 항공대가 살포를 맡을 예정이었지만, 22일 밤에 이미 미호 비행장 기지의 항공대는 해산하였으며, 요나고시의 육군 항공대 기지에서도 비행기를 띄울 수 없도록 비행기 부품이 모조리 해체되고 있었다. 소요 당시 마쓰에 중학교 4학년으로, 뒷날 산인 방송 라디오 부장을 지낸 이시이 모리오(石井盛夫)는 자택이 주택 소개(疎開)로 없어졌기 때문에 후카다야 여관에 하숙하고 있었다. 이시이는 소요 사건이 발생하기 약 2 ~ 3일 전에 여관 2층에서 "야마다 지사를 죽여버리자!", "검사정도 죄질이 나쁜 놈이다" 등의 수상한 이야기가 큰 목소리로 이야기되고 있던 것을 우연히 듣게 되었다. 마쓰에 시에서는 철저한 항전을 주장하는 사람이 적지 않았기 때문에, 처음에 이시이는 그 중 하나에 지나지 않을 것이라 믿었다. 그러나, 후에 그 목소리의 주인이 사건의 주동자였다는 것을 알았을 때에는 오금이 저리게 되었고, 각지에서 봉기가 일어날 가능성이나, 점령군이 일본에 도착했을 때 일어날 일들에 대해서 불안을 느꼈다고 한다.

### 사건 전날
23일 밤, 요나고의 육군 항공대 기지에서 돌아온 오카자키는 하타노로부터 들은 도쿄의 정세를 동료들에게 말했다. 그 내용은 어전 회의를 거쳐 천황이 포츠담 선언을 받아들인 것, 고노에 사단의 청년 장교가 봉기한 것, 요코하마 공업전문학교의 학생이 스즈키 간타로 총리 관저를 습격한 것, 존양동지회가 아타고 산에서 농성했던 것, 가스미가우라 항공대가 항전을 계속하고 있다는 것의 5가지였다. 오카자키는 전부터 무기를 빌려주기로 약속했던 헌병대로 갔지만, 막상 헌병대장은 비협조적인 태도를 보였다. 다만, 오카자키는 봉기 때에는 봉기대를 가로막지 않겠다는 약속을 받았다. 오후 11시가 넘어서, 군대의 협력을 얻을 수 없다는 것을 깨달은 오카자키는 주머니에서 봉기 계획서를 꺼내, 그것을 하타노에게 보여주었다. 계획서의 요지는 아래와 같았다.

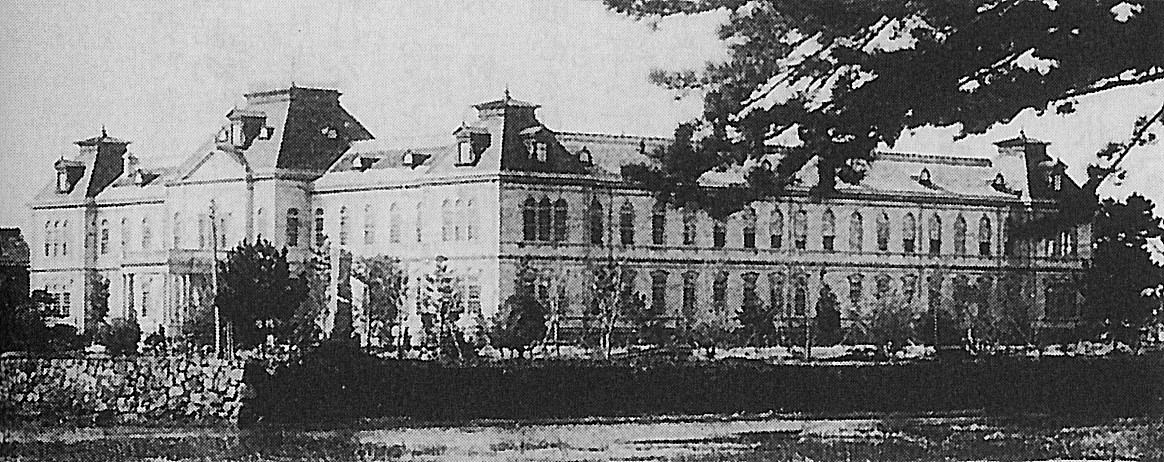
표적이었던 시마네 현청사

- 관료들의 학정을 멈추기 위해 시마네 현청을 불태운다.
- 지사가 진압에 나서는 것을 막기 위해 지사를 암살한다.
- 현민을 좌지우지한 시마네 신문사의 보도를 멈추기 위해 활자판을 넘어뜨리고 윤전기를 파괴한다.
- 시내를 어둡게 하여 행동을 수행할 수 있게 하기 위해 일본발송전 마쓰에 발전소의 송전 장치를 파괴한다.
- 법조계의 "악귀"인 마쓰에 지검정을 암살한다.
- 격문, 취지가 담긴 글 등은 여성 대원이 거리에 뿌린다.
- 위의 모든 것들을 수행한 후, 마쓰에 방송국을 점거하여 라디오를 통해 봉기를 호소한다.
- 행동 개시는 24일 오전 2시 40분에 한다.

하타노가 끄덕이자, 오카자키는 하타노 등에게 자신의 주위는 형사가 감시하고 있으므로 경찰에게 들키지 않고 마쓰에 호국 신사의 경내에 몰래 들어가라고 일러주었다.

## 사건의 진행

### 황국의용군 결성

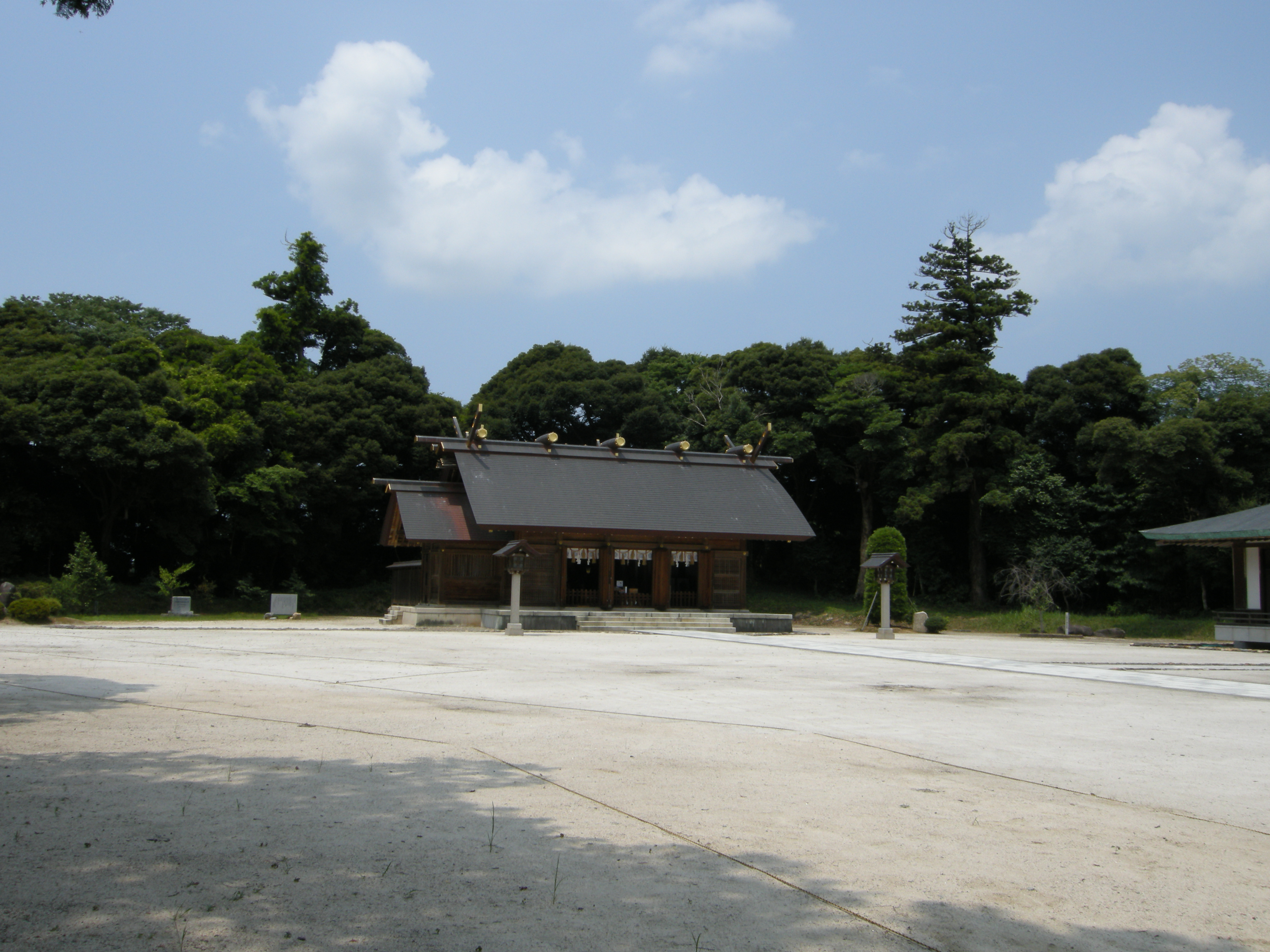
황국의용군이 결성된 마쓰에 호국 신사의 경내이다. (2008년 촬영)

8월 24일 오전 1시 경, 오카자키의 동지 수십명은 마쓰에 호국 신사 배전(拜殿) 좌측의 모밀잣밤나무의 나무그늘에 집결했다. 남자 대원은 탁한 황갈색의 국방복, 여성 대원은 몸뻬식 옷차림을 하고 집합하였는데, 태반이 20세 전후의 젊은 사람들이었다. 무기는 하세가와와 모리와키가 일본도를, 후지이가 다이너마이트를 소지하였으며, 그 외에 오카자키가 모교인 마쓰에 중학교에서 훔쳐 온 38식 보병총과 총검 15정이 있었지만, 탄약은 없었다. 봉기를 앞두고 오카자키는, 난보쿠초 시대에 남조 천황에게 충성한 구스노키 마사시게(楠木正成)의 전사가 존왕도막의 사상에 영향을 주어 후에 메이지 유신의 원동력이 되었으므로, 자신들이 죽더라도 후세의 일본 정신 부흥으로 이어지리라고 대원들에게 연설했다. 그 다음 하타노가 도쿄 도의 상황을 보고하고, 하세가와가 습격 목표, 부대 편성을 지시했다. 지시된 부대 편성은 아래와 같다.

1. 지사의 관사는 오카자키 외 5명이 습격한다.
2. 검사정의 관사는 다카키 외 3명이 습격한다.
3. 시마네 현청은 모리와키 아키요시 외 3명이 습격한다.
4. 마쓰에 우편국은 후지이 외 2명이 습격한다.
5. 주고쿠 배전은 하세가와 외 4명이 습격한다.
6. 시마네 신문사는 시라나미 외 4명이 습격한다.
7. 오노 화약점은 하타노 외 4명이 습격한다.
8. 격문은 모리와키 모토에 외 여자 대원 15명이 뿌린다.

달성 후에는 마쓰에 방송국에 집합하여 라디오로 전국민에게 항전을 호소하고, 또 계몽에 방해되지 않는 한 일반 시민들을 공격하지 않기로 했다. 일제 봉기 시간은 오전 2시 40분으로 하였으며, 단체명은 황국의용군(일본어: 皇国義勇軍 고코쿠기유군[*])으로 하기로 결정했다.
이 때 집결한 황국의용군의 수에 대해서는 자료에 따른 기록의 차이가 있다. 기록된 대원 수가 가장 적은 경우는 《신수 시마네 현사》지에서의 "오카자키 이사오 외 14명"이며, 〈마쓰에 시 제100주년 기념 마쓰에 시지〉에서는 "오카자키 이사오를 장(長)으로 하는 청년 남녀 34명"이라고 기록하였고, 〈도설 시마네 현의 역사〉에서는 "오카자키 이사오 등은 (중략) 46명의 청년을 모아 황국의용군을 결성"했다고 하고 있다. 또 《시마네 현 대백과사전》에서는 "남녀 47인"(그 중 여성 16명)이라고 기록하였으며, 《국사대사전》에서는 "남녀 48명"(그 중 여성 8명)이라고 기록하고 있다. 《신수 마쓰에 시지》에서는 "남녀 사십몇 명"이라고 기록했다.
사건 후인 1964년, 당시의 여자 대원 중 한 명은 "전시 중에는 전쟁이나 나라를 위해 긴장된 기분으로 노력했음에도 불구하고, "신국"(神國)이라고 믿고 있던 일본이 패배하면서 거짓말처럼 무너져가는 사회 정세에 견딜 수 없었다"고 술회했다. 그리고 "국가와 국권의 유지는 병사의 힘에 달려 있다"고 생각하여 황국의용군의 일원이 되어, 계획 후에는 동지 전원이 죽음을 각오하고 있었다고 밝혔다. 그리고 사건 후 거의 19년이 지난 후(1964년)에도 조금의 후회도 없다고 밝혔다.

### 습격대의 움직임

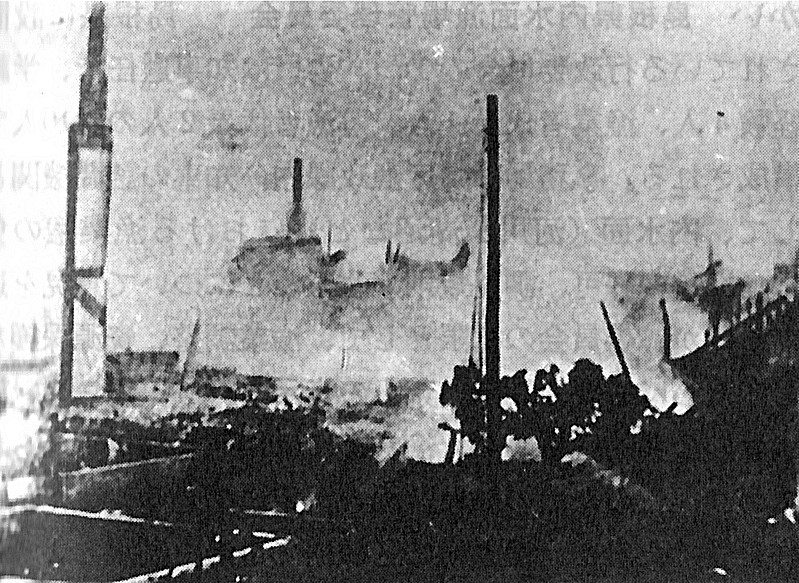
시마네 현청사가 전소되었다.

- 현청 습격대는 오전 2시에 현청 구내에 잠입했다. 2시 40분에 일제히 봉기하기로 예정되어 있었지만, 한 사람이 순찰 중이던 경관에게 발각되었다. 근처의 방공호로 도망칠 수도 있었지만 경찰서에 알려지면 모든 것이 물거품이 된다고 판단한 이들은 예정보다 20분 일찍 청사에 잠입하여 두 곳에 불을 질렀다. 현청사는 목조였기 때문에 순식간에 검은 연기가 올라오기 시작했다. 불을 지른 후 집합 장소였던 방송국으로 향하던 일행은, 불을 끄기 위해 서둘러 달려든 찻집의 주인 소다 간(일본어: 曽田 完, 당시 36세)과 마주쳤고, 소다를 저항자로 오인한 습격대 대장 모리와키가 일본도로 그를 베었다. 칼이 소다의 오른쪽 손바닥을 스치자, 대원 기타무라 다케시가 총검으로 소다의 배를 찔러 살해했다. 소다는 이 사건의 유일한 사망자였다.[45]
- 한편 신문사 습격대는 화재를 틈타 신문사내에 침투했다. 단도와 착검총으로 숙직자를 위협하고, 윤전기의 벨트를 끊은 다음 활자판을 뒤엎었다.[46] 그 뒤, 무전기를 찾았지만 발견할 수 없었다.[47] 신문사 습격 이후 산인 신문은 31일까지 타블로이드판으로 신문을 출판했다.[10]
- 주고쿠 배전 변전소 습격대는 변전소가 마쓰에 호국 신사로부터 4km 이상 떨어져 있었기 때문에 3시 즈음에서야 도착했다. 습격대는 일본도로 당직 직원을 위협한 다음, 그에게 자신들이 황국의용군임을 밝혔다. 그리고 습격대는 배전선을 해체한 뒤, 인접한 주고쿠 배전 미나미 변전소에서 65,000볼트의 케이블을 절단했다. 이 때문에 시내는 3시간 반 동안 정전되었다.[46]
- 지사 습격대는 예정대로 지사 관사 뒷문에 도착했지만 암살에는 실패했다. 습격대가 도착하기 전에, 지사가 이미 화재의 소식을 듣고 2시 35분경에 현관을 뛰쳐나와 화재 현장으로 갔기 때문이다. 검사정 습격대도 같은 이유로 암살에 실패했다.[46]
- 우편국 습격대는 전화시험실 뒤쪽의 울타리에 다이너마이트를 설치하는 데 성공했지만, 도화선만 태우고 불발로 끝났다.[46]
- 화약점 습격대는 대원 전원이 마쓰에 시내 출신이 아니었기 때문에 마쓰에의 지리에 어두워, 화약점 자체를 발견하지 못하자 화약 탈취를 단념했다.[45] 그 후 화약점 습격대의 행방에 대해서는 자료에서도 견해가 갈리고 있다. 마에다 하루미가 쓴 《쇼와 반란사》에서는 그대로 방송국이 있는 쇼기 산(일본어: 床几山 쇼기야마[*])에 모였다고 기록되어 있다.[48] 한편 이노세 나오키의 《은사의 장난》(일본어: 恩赦のいたずら)에서는 화약점 습격대는 그 후 방송국을 목표로 했다가 시간 상 집결하기엔 너무 늦었다고 판단하고 해산했다고 기록되어 있다. 그리고 대장 하타노는 자결을 주장하는 젊은 대원들을 설득하고 집으로 돌아가, 자신은 연일 준비로 피로가 쌓여 누워있었는데 그대로 그 날 저녁까지 잤다고 기록되어 있다.[49]

당시 시라가타 국민학교 4학년이었던 고리야마 마사히로(일본어: 郡山政宏)는 마쓰에 우편국을 놀이터처럼 드나들었다. 고리야마는 사건 다음 날 오전 중에도 여느 때와 같이 우체국에서 놀고 있었는데, 그 때 마루 밑의 환기구 부근에서 "길이 약 20cm의 버튼 같은 것" 네 다발 과 "그을린 철사 같은 것"을 발견했다. 달콤한 냄새와, 핥으면 희미하게 단 맛이 나 주머니에 넣어두었다. 그러나 초조했던 고리야마는 이를 학교에 보냈고, 경찰은 고리야마에게 끈질기게 그것을 주웠을 때 어떤 상태였는지를 캐물었다. 그 후 "길이 약 20cm의 버튼 같은 것"은 우편국 습격대가 사용하던 다이너마이트였다는 것을 듣고, 만약 주머니 속에서 그것이 폭발했으면 어떻게 되었을지를 생각하다가 공포로 몸에서 핏기가 사라졌다고 한다. 고리야마는 훗날 산인 중앙 텔레비의 방송기술국장이 되어, 이 사건을 주제로 한 라디오 드라마 《그 때로부터 15년》을 제작했다.

### 방송국 집결과 봉기의 진압

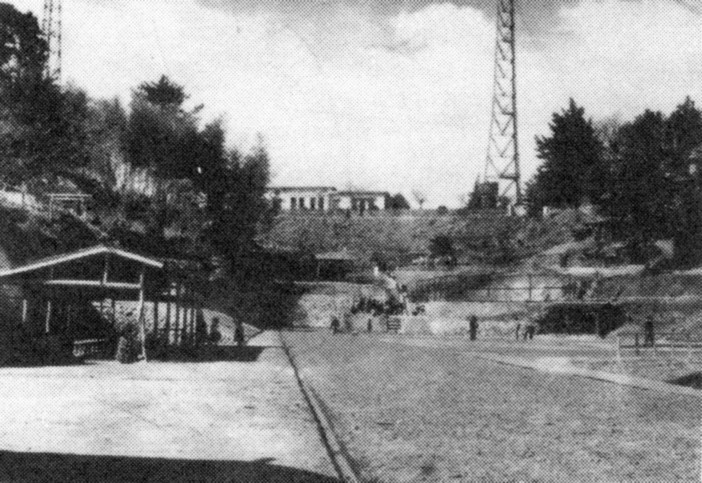
마쓰에 시 쇼기 산에 있었던 NHK 마쓰에 방송국. 사진은 1940년 당시의 것이다.

방송국에는 화약점 습격대를 제외한 전원이 집결했다. 이들은 방송국장에게 <궐기 취지서>를 방송해 줄 것을 요구했지만, 국장은 이를 완강히 거부했다. 봉기대와 방송국장이 아침까지 대치한 사이, 그 동안 모여든 약 50명의 무장 경관과 마쓰에 연대의 병사 20명이 방송국 주위를 에워쌌다. 리더 오카자키는 칼을 꺼내 장교에게 자신들은 선전의 조칙을 받들어 미국과 영국의 격멸을 맹세하는 황국의용군이라고 선언하고, 군대가 일본 천황과 국민의 신뢰를 배반하여 비참한 상태에 떨어뜨린 것과, 황국의용군이야말로 황조·황종(皇祖皇宗)의 의사에 따르려고 하는 사람이므로 여기에 저항하는 사람들은 역적이라고 외쳤다. 그 후, 쌍방 간에 설전이 펼쳐졌다. 오카자키와 아는 사이인 특별고등경찰 과장은 이대로 교전 상태가 되면 양쪽 모두 사상자가 나올 테니 타협하자고 했다. 오카자키는 자신이 대표로 사형을 당하되 황국의용군의 죄를 묻지 않는 조건으로 투항하였다. "마지막으로 고쿄가 있는 동쪽을 향해 절하고 싶다"고 오카자키가 청하여, 황국의용군, 병대, 경찰 쌍방이 모두 정렬하고, 오카자키가 "동방요배"(일본어: 東方遥拝 도호요하이[*])라고 외침과 동시에 모두 무기를 내려놓고 깊이 고개를 숙여 경례 (일본어: 最敬禮 사이케이레이[*])한 후, 전원이 "천황 폐하 만세!"라고 삼창하였다. 그리고 황국의용군은 무장한 상태로 수갑이 채워지지 않은 채 마쓰에 경찰서까지 연행되었다.
황국의용군은 마쓰에 경찰서의 검도장에 수용되었다. 오카자키와 특별고등경찰 과장은 별실에서 처우에 대해 이야기를 나누었다. 과장은 검사정으로부터 "폭도의 석방은 불가능하다"는 통고를 받아 먼저의 약속을 철회해달라고 오카자키에게 요청했다. 오카자키는 항의하며, 동지들과 이야기하기 위해 검도장에 들어섰지만, 이미 때는 늦었음을 깨달았다. 그 때문에 오카자키는 선약대로 자신의 생명을 가지고 다른 동지들을 석방시키는 것을 기도했다. 오카자키는 멤버들에게 "조사를 당당히 받고 석방 후에는 일본의 부흥을 위해 진력을 다해달라"며, 봉기의 실패에 대해 사과했다. 그리고 단검으로 자신의 배를 두 번 찔렀다. 특별고등경찰 과장과 방송국장이 이를 말리러 달려오자, 하세가와가 일본도로 그들을 제지했다. 오카자키는 "천황 폐하 만세"를 외치며 이번에는 단검을 목덜미에 꽂았다. 검도장에 있었던 모든 멤버들은 통곡하였으며, 오카자키는 의식 불명 상태로 마쓰에 일본 적십자사 병원에 옮겨져 목숨을 건졌다. 그 후, 전원이 전시 소요·주거침입·전신가스이용방해·폭발물단속벌칙 위반 등의 혐의로 조사를 받았으며, 주동자를 제외한 일반 대원들은 그 다다음날까지 모두 석방되었다.

### 경찰과 현 당국의 움직임
당시 시마네 현 경방과장 겸 경무과장이었던 니시무라 구니지로(西村国次郎)는 1946년 9월 2일 《시마네 현청 방화 사건 참회각서》라는 글을 남겼다. 그 글에 따르면, 당시 당국은 매일 최악의 사태를 고려한 대책을 세우고 있다고 말로는 여러 번 이야기해왔지만, 실제로는 철저히 대비하지 않았다고 한다. 조직 내부의 지휘 계통에도 혼란이 있어, 경찰부장 가도 겐타로(鹿土源太郎)와 특별고등경찰 과장 와다 사이이치(和田才市) 사이에서도 감정적인 대립이 있었다. 또 니시무라는 글에서, 그들 사이에 무의식적으로 "촌놈이 뭘 할 수 있겠어?"와 같은 자괴감도 흐르고 있었다고 기록했다. 사건 전, 니시무라는 와다에게 시마네 현 안에 경계가 필요한 우익이 몇명이나 있는지 물었는데, "1명 있다"는 대답을 듣고 안심했었다고 한다. 사건의 주모자인 오카자키 이사오가 도쿄로 올라가는 것을 가로막은 것으로 안심하고 있었던 와다는 "해군항공대가 살포한 선전물을 들고 현 농업기술원 양성소의 학생들이 수군대고 있다"는 이즈모시민으로부터의 정보가 있었음에도 그것을 무시했다. 또 오하라 군에서 국민의용군대원이 죽창을 들고 집합하여 사이렌을 울리며 기세를 드높이고 있다는 정보에 대해서도 관심을 가지지 않았다. 또 사건 전 날 저녁에는 와다의 판단에 따라 마쓰에 경찰서의 경계 요원을 반으로 줄였다. 그러나 그날 밤, 그 "한 명"에 의해 이 사건이 일어나고 만 것이다.
사건 발생 후, 주모자 오카자키는 와다가 주시하고 있었던 그 인물로, 간부의 대부분은 오하라 군 출신이며, 현 농업기술원 양성소 생도의 대부분도 황국의용군에 참가하고 있었기 때문에 경찰 측은 대경실색했다. 니시무라는 선임 경시(警視)인 특별고등경찰 과장의 눈치를 지나치게 보지 않고 적극적으로 우익에 대해서 경계를 계속 하고 있었더라면, 사건을 미리 막을 수도 있었을 거라는 내용을 그의 《시마네 현청 방화 사건 참회각서》 속에 기록했다.
사건 당일, 당시 현지사 야마다 다케오가 습격을 면한 것은 앞서 서술한 대로이다. 경찰의 전화를 받아 화재 사실을 안 야마다는 막대기를 무기로 삼아 방화 현장으로 갔는데, 그 전에 현청 정면 2층에 안치되어 있던 어진영의 무사를 확인했다. 경관으로부터 어진영은 마쓰에성산 공원의 지하 피난소에 옮겨두었다는 보고를 받고, 그 곳에 의자를 배치하여 사건 수습을 지휘했다.

### 세간의 반응과 정부의 은폐 시도

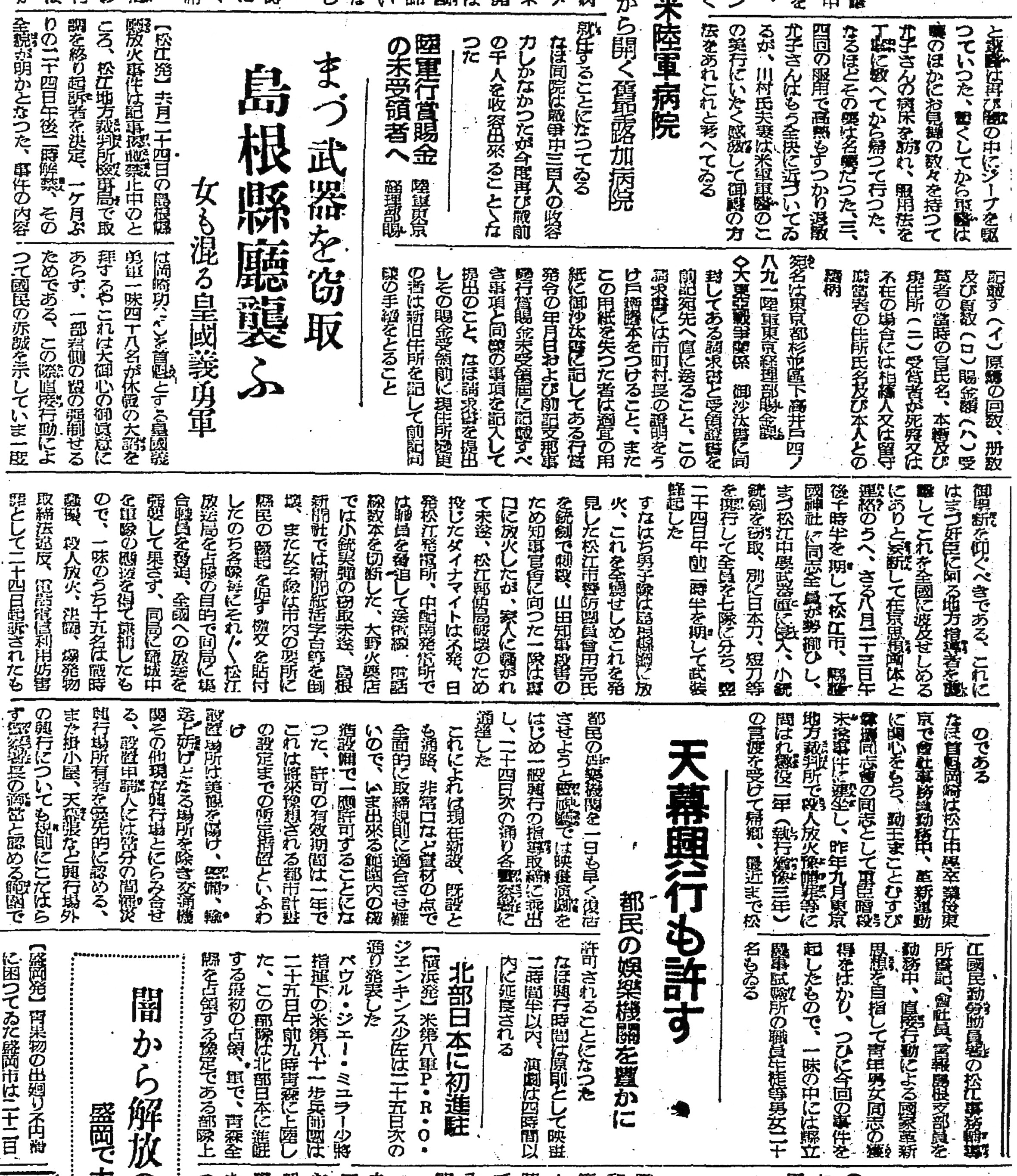
보도가 허가된 것은 1개월이 지나서였다. 이 사진은 검열이 풀린 후 1945년 9월 25일 발간된 《아사히 신문》의 기사를 담은 것이다.

불타오르는 현청 앞에는 2,000명이 넘는 군중이 모였다. 그러나 솔선하여 불을 끄는 작업을 도운 사람은 없었으며, 모두 입을 다문 채 바라보기만 했을 뿐이었다. 시마네 신문의 오다가와(小田川) 기자의 증언에 따르면, 군중은 조용히 타오르는 현청을 바라보며, 망연자실한 상태였다고 한다. 또 다른 자료에 따르면 군중 속에서 큰 소리로 "천황의 이름을 사칭하며 악정을 일삼은 관리들이 울상짓는 모습을 보고 싶다", "꼴 좋다, 우리들의 집을 무너뜨린 천벌이다!" 하고 소리지르는 이도 있었다고 한다. 마쓰에 시 사이가 정(일본어: 雑賀町 사이가초[*])에 살고 있는 주부의 증언에 따르면, 현장은 마쓰에 대교를 사이에 두고 온통 불바다였는데, 당장 불길이 다리를 건너 올 것처럼 느껴질 정도로 대단한 기세였다고 한다.
그러나 이 사건은 전국적으로 영향을 퍼뜨리지 못했다. 사건이 지방 중소도시에서 발생하였으며, 봉기의 시기가 8월 15일을 지났고, 또 보도관제에 따라 기사의 검열이 이루어졌기 때문이다. 습격을 받은 시마네 신문사는 25일 발행된 24일부의 지면 상으로 "돌발적인 사고로 인해" 타블로이드판으로 발행함을 사고(社告)로서 게재하였고, 25일자 신문에서는 야마다 지사가 "화재에 대한 위로와 화재 발생지의 구호에 대한 말씀"(일본어: 火災救援並御見舞御礼)라는 글을 게재하였지만, 그 "원인"인 이 사건에 관해서는 언급하지 않았다. 25일자 아사히 신문에서도 불과 7줄로 언급되었으며, 방화인지 과실로 불이 일어난 건지에 대한 것조차 보도되지 않았다. 이 사건의 전모가 보도된 것은 1개월 후인 9월 25일이었다. 황국의용군 중 15명이 기소된 사실을 26일자 시마네 신문에서 1면 절반을 할애, 기소 사실을 중심으로 크게 보도하였다.

## 공판
이 사건의 첫 공판은 1945년 11월 5일, 미세 다다토시를 재판장으로 하여 마쓰에 지방 재판소에서 열렸다. 피고인은 황국의용군의 주요 회원 15인으로, 오카자키는 오시마 명주로 만든 기모노와 하오리, 하카마 차림으로 입정하여 재판장에 일례했다. 오카자키는 법정에 진주군 장교가 서있는 것을 눈치채고, 재판장을 향해 "이 재판이 진주군의 이름으로 이루어지는가, 아니면 천황의 이름으로 이루어지는가?"하고 물어 만약 진주군의 이름으로 행해진다면 이 재판을 받을 수 없다고 말했다. 미세 재판장은 일본이 비록 졌지만, 이 재판은 천황의 이름으로 이루어진다고 말했다. 이 대답을 무겁게 받아들인 황국의용군의 회원들은 기소 사실을 모두 인정했다.

### 봉기의 동기
11월 7일 제2차 공판에서 피고인 오카자키는 황국의용군 봉기의 동기에 대해 진술했다. 목적은 천황의 위엄을 가로막는 중신과 재벌의 축출과 유신 내각의 수립으로, 그 이유와 당시의 심경은

- 도조 히데키가 싸움의 승산이 없음에도 총리가 되어, 정치적으로 실패하자 정권을 내던진 것은 이적 (利敵) 행위이다. 적과 내통하거나 사보타주를 하는 것 뿐만이 이적 행위가 되는 것은 아니다. 최대의 이적 행위란 바로 실패한 정치이다.
- 시게미쓰 마모루는 전쟁이 끝남으로써 자유 민권의 정신이 확립되어 기쁨이 멈추지 않는다고 했다. 하지만 성전에서 패배한 판국에 어째서 "기쁨이 멈추지 않는다"는 말인가?

등등이었다고 진술했다. 또 11월 25일 제13회 공판 때는,

- 검찰 측은 (오카자키가) 스스로 《고사기》를 그릇되게 믿어 사건을 일으켰다고 주장하지만, 《고사기》보다 더 우월한 무언가가 존재하지 않는 한, 《고사기》를 (전적으로) 신뢰할 수 밖에 없다는 것.
- 황국의용군은 천황중심주의자들로 이루어져 있으며, 검찰 쪽에서 말한 것과는 달리 우익이 아니면 좌익도 될 수 없다는 것.
- 태평양 전쟁은 팔굉일우의 이상을 내건 "성전"으로, 침략 전쟁이 아니라는 것.

등을 주장하며, 만약 자신들의 행동이 법에 어긋나는 것이라면 오카자키가 앞장서서 모든 책임을 질테니 다른 회원들은 책임을 지지 않았으면 좋겠다고 말했다. 사건에 동참한 다른 회원들은, 비록 계획은 실패했지만 자신들의 행동이 일본 국민을 각성시켜 쇼와 유신의 대업을 이루는 데 도움이 된다면 그것이 자신들의 희망이라고 진술했다.

### 검사 측의 입장
11월 24일의 제12회 공판에서는 증거 물건인 일본도와 총검 등을 둘러싼 검사 측과 변호인 측의 논쟁이 있었다. 그 후 구형을 위한 검사 논고서가 읽혀졌다. 검사 측은 이 사건의 동기가 황국의용군의 천황에 대한 충성심과 애국심에서 나온 것임에 대해서는 십분 이해함을 표했다. 그러나 휴전의 조칙에서는 국민의 경거망동을 삼가는 바도 있기 때문에 동기에 관계없이 이 사건에 대해서는 지극히 유감이라고 했다. 또, 휴전의 조칙이 천황의 진심인지 어떤지를 억측하는 것은 일본 신민(臣民)의 바른 길이 아니며, 만일 조칙이 천황의 진심이 아니라 할지라도 일단 발표된 한 지켜야 하므로, 어떤 애국운동이라도 법령을 무시하고 질서를 어지럽히는 것은 허락할 수 없다고 했다. 또, 아무 죄도 없는 상점 주인이 희생된 것은 무시할 수 없는 것이라는 이유로, 오카자키에게는 사형을, 기타 피고인에게는 유기·무기징역형을 구형했다.

### 변호인 측의 입장
다음 날인 11월 25일 열린 제13회 공판에서는 변호사의 최후 변론이 이루어져, 두 명의 변호사가 검사 논고에 대해 반론하였다. 변호인은 이 사건이 앞으로도 이야기될 역사적인 사건이 될 것임을 밝힌 뒤, 아래의 네 가지에 대해 변호했다.

- 사건 당시 오카자키 이사오는 집행 유예 상태에 있었으며, 그를 감시하는 역할은 검찰 당국이 맡고 있었다. 감시를 게을리한 검찰에게도 어느 정도의 책임이 있다.
- 이 사건에는 검사정이 피해자 중 하나로 꼽히고 있다. 그 검사정이 지휘하는 검사의 의견은 공정을 기대하기 어렵다.
- 검찰 쪽은 피고인의 심정이 "충성심과 애국심에서 나온 것"임은 인정하면서도 그것을 "비뚤어진 충성심"이라 한다. 하지만, "충성심"이라는 것은 두 개가 될 수 없다. 그리고 피고인이 천황의 조칙에 반항하는 일본국의 적인지 아닌지에 대한 판단은 세상 사람들, 즉 민심이 결정할 것이다.
- 검찰 쪽은 전시형사특별법을 이 사건에 적용하여 "전시소요죄"로 단정짓고 있지만, 사건 당시 전쟁은 이미 끝났으므로 이 법률의 적용은 부당하다.

이 네 가지로 일단 변호를 마친 두 명의 변호사는 재판관에게 공정한 판단으로 "법 수호의 신"(일본어: 護法の神様 고호노 가미사마[*])로 칭송받은 메이지 시대의 법관 고지마 고레카타의 마음을 가지고 판단했으면 좋겠다는 것, 그리고 피고인들의 행동은 위법이지만, 동기인 충성심은 순수한 것이라고 하며, 관대한 조치를 재판관에게 부탁했다.
마쓰에 지방 재판소에서 이 사건의 재판장을 맡았던 미세 다다토시는 몇 차례의 공판을 치르면서, 오카자키의 인격이 훌륭하다는 것과 황국의용군의 회원들이 오카자키의 방침에 따라 일사불란하게 목숨을 걸고 행동했다는 것에 감동을 받아 이들을 깊이 동정했다. 그리고 "이 재판을 맡기 위해 태어난 것"이라는 생각까지 하게 되어, 온 힘을 다해 공정한 재판을 하기로 결심하면서 재판에 임했다고 스스로 밝혔다.

### 지방 재판소 판결 및 대심원 상고
지방 재판소에서는 이 사건을 12월 20일에 결심하였다. 판결에서 오카자키 이사오는 무기징역을 받았으며, 이외 전원이 징역형에 언도되었다. 전시형사특별법의 적용을 받았기 때문에 항소심이 없었으며, 변호인 측과 검사 측 모두 대심원에 상고했다. 대심원에서는 변호인 측의 상고를 기각하고, 형량을 가볍게 한 검사 측의 상고만을 받아들였다.
1947년 5월 2일 대심원의 판결에서는 하세가와 등 7명에게 지방 판결보다 무거운 형벌을 부과했다. 이 판결은 일본 제국 헌법의 적용을 받는 대심원의 마지막 판결로, 그 다음 날부터는 일본국 헌법이 시행되었다. 주요 멤버들의 판결 결과는 아래와 같다.
| 피고인                          | 구형      | 지방재판소 판결       | 대심원 판결 |
| ------------------------------- | --------- | --------------------- | ----------- |
| 오카자키 이사오                 | 사형      | 무기징역              | 1심 확정    |
| 하세가와 후미아키               | 징역 15년 | 징역 10년             | 징역 12년   |
| 모리와키 아키요시               | 무기징역  | 징역 8년              | 징역 10년   |
| 하타노 야스히코                 | 징역 15년 | 징역 7년              | 징역 10년   |
| 후지이 료자부로                 | 징역 12년 | 징역 5년              | 징역 7년    |
| 기타무라 다케시·이즈미 스에토미 | 징역 12년 | 징역 5년에서 10년     | 1심 확정    |
| 다카기 시게오                   | 징역 10년 | 징역 2년 6개월        | 징역 5년    |
| 시라나미 라이토                 | 징역 10년 | 징역 2년·집행유예 5년 | 징역 3년    |
| 우사 쇼이치                     | 징역 6년  | 징역 2년·집행유예 5년 | 징역 2년    |

대일본언론보국회 시마네 지부장이었던 사쿠라이 사부로고에몬은 사건 후 1개월이 지난 후에야 체포되었다. 사쿠라이는 반년 간 구류된 후 불기소 처분되었다. 또 시마네 현 농사시험장의 장(長)이었던 모리 도라오는 시험장의 신참 직원들이 황국의용군에 참가하고 있던 혐의로 연금 상태로 장장(場長)실에서 경찰의 조사를 받았다. 혐의는 없었지만, 당국은 감독 소홀을 문제삼아 3개월 간의 감봉 3할 처분을 내렸다.
현지사 야마다 다케오는 사건에 대해 책임을 지고 1945년 9월 12일 사표를 제출했다. 또 경찰본부장 가도와 특별고등경찰 과장 와다도 각각 근신, 훈계방면 등의 처분을 받았다. 그러나 그 외의 안보 당국 담당자들, 그리고 봉기 계획을 사전에 알고 있었던 헌병대장의 책임은 묻지 않았다.

## 주동자들의 이후 생활상

### 사면
무기징역이 언도된 리더 오카자키가 실제로 복역한 기간은 6년 7개월이다. 이는 아래의 사면에 따라, 두 번의 감형 대상이 되었기 때문이다.
- 1946년 11월 3일 공포: 제2차 세계 대전 종결을 기념한 은사(恩赦)[70] 및 일본국 헌법 공포 은사에 따른 감형령의 수정
- 1952년 4월 18일 공포: 평화 조약 발효에 따른 사면

일본 제국 헌법의 공포로부터 유엔 가입 때까지 사면이 이루어진 것은 7회 정도였다. 이노세는 오카자키, 하타노, 하세가와 등에게 이 사면은 출소 후의 인생에 비하면 좋은 일이 아니었다고 평가했다. 이노세에 따르면, 목숨을 건 쿠데타가 실패했기 때문에, 조용히 복역할 수 없었던 그들은 사면과 함께 전쟁 이후의 일본 사회로 돌아가야 했다.

### 사건 후의 발자취
출소 후, 오카자키 이사오, 하타노 야스히코, 하세가와 후미아키 등 주요 황국의용군 회원들 간의 접촉은 없었다. 3명 모두 "대동아전쟁"의 종언을 인정하고 싶지 않았던 심정을 전쟁 이후에도 계속 가지고 있었지만, 사건 이후 서로 간의 소통은 없었다. 같은 마쓰에 시내에 살고 있던 오카자키와 하타노도 서로 연락을 하지 않았으며, 하세가와는 마쓰에를 떠나 도쿄로 올라갔다. 그 밖의 황국의용군 회원들도 서로 접촉하지 않았다고 한다.
리더 오카자키 이사오는 1952년 가석방되었다. 출소 후의 오카자키는 참회의 일념으로 유일한 피해자 소다 간(曽田完)의 공양을 위해 노력했다. 또, 1960년 마쓰에 조사이 고등학교(지금의 릿쇼 대학 부속 쇼난 고등학교)의 이사장이 되었다. 매일 아침 조회 때 오카자키는 전교직원과 학생들을 모아, 동방요배, 축사주상(奏上)을 실시하였으며, 교육칙어 암송, 기미가요와 교가 제창을 하게 했다. 또 일본사 수업을 "국사"라고 칭하였다. 오카자키는 스스로 교단에 서기도 하였으며, 전교 학생들은 졸업할 때까지 교육칙어를 암기할 수 있게 되었다고 한다. 1968년에는 참의원 의원 선거 전국구에 입후보했으나 낙선하였다. 선거 당시의 신문 기사에서 그의 경력은 "아사히키 재단장(旭木材社長), 시마네 현 라이플 사격 협회 회장(島根県ライフル射撃協会副会長), 릿쇼 대학 중퇴(立正大中退)"로 기록되어 있다. 한편, 일본공산당 소속 중의원 의원 시가 요시오(志賀義雄)는 시마네 현경과 오카자키 간의 자금 관계를 추궁했다. 오카자키는 마히카리의 간부이기도 하였는데 "릿쇼 대학 문학부 종교학과 졸업, 문학박사"라는 직함을 가지고 있었고, 마히카리 기념관의 관장에 취임 했다. 그 밖에 전국 일본 학사회원, 일본 라이플 사격 협회 평의원 등을 지냈다. 2002년에 다시 사립학교의 이사장을 지냈으며, 2006년 사망했다.
부리더 하세가와 후미아키는 출소 후에 바로 도쿄로 올라가 정년으로 퇴임할 때까지 한 인쇄회사에서 일했다. 그리고 일본어 타자기(일본어: 和文タイプライター 와몬 타이푸 라이타[*])를 이용한 일본어 악보 인쇄의 자동화에 성공했다. 자신의 기술 숙련과 함께, 오카쿠라 덴신의 베토벤에 대한 이해에 영향을 받은 것이었다. 오카쿠라는 베토벤을 예술로서 유일하게 유럽이 아시아를 이기게 한 인물로까지 보고 있었다. 이것을 야스다 요주로의 저서 《메이지의 정신》을 읽으면서 알게 된 하세가와는 서양 음악의 악보를 수집해갔지만, 자신이 원하는 것을 얻기는 힘들었다. 결국 하세가와는 그 때문에 스스로 악보를 조판할 수 없을까 하고 생각하여, 악보 인쇄의 자동화에 도전하였다.
하타노 야스히코는 출소 후 일본 천황에게 쌀을 바치는 운동에 참여했고, 반공우익으로서 일본교직원조합 대회나 히로시마의 8·6 집회 데모 행진에 트럭을 타고 난입하여 방해하는 데 동참하였지만, 공갈 사건에 휘말려 다시 투옥되었다. 재출소 후에는 정치적 활동을 청산하고 다이토 산업 유한공사를 설립, 인허가를 받아 산업폐기물 처리 사업에 종사했다. 의뢰가 잇따라 설립 1년만에 매달 50톤 이상의 폐기물을 처리하게 되었다. 또 하타노 일가는 시마네 현 오하라 군에 소재한 하타야 신사에서 일하는 샤케(社家)였기 때문에, 야스히코는 하타야 신사의 네기(禰宜)로서 시마네 현 지정 무형민속문화재·이즈모국 오하라 신직 가구라의 지위 전승자이기도 했다. 그 밖에, 하타노 야스히코는 황국의용군에서 활동하던 여성과 결혼했다.
사건 당시 지사던 야마다 다케오는 1945년 사임한 후 료테이(일본어: 料亭, 요정)의 지배인, 부동산 고문 등에 종사했으며, 요코하마시 교외에서 여생을 보냈다. 오카자키를 원망하지는 않았다고 한다. 황국의용군에게 생명의 위협을 받은 야마다 자신도 종전 당시 내심으로는 본토 결전과 철저 항전을 맹세하여, 적이 상륙했을 때 마지막까지 싸울 결심을 했다고 회상했다고 한다.

## 후세의 평가
나이토 마사나카는 "주모자 오카자키는 헌병대·마쓰에 연대·미호 기지 항공대의 항전파 장교들과도 연락을 취하고 있었으며, 중간에 공공연히 계획을 진행시키고 있었기 때문에 만약 일제 봉기가 계획대로 이루어졌다면 대사건으로 발전했을지도 모른다"고 밝혔다.
《신수 시마네 현사》지에 의하면 이 사건은 오카자키 등의 어쩔 수 없는 심정으로부터 발생한 것인 것과 동시에, 당시의 전쟁 지도자층에 대해서 전쟁 책임을 둘러싼 저항의 의미도 포함하고 있었다고 한다. 그리고 사건이 일어나고 다음 달에 나온 시마네 현의 《상회철저사항》에 의하면 현민에 대해 천황의 명령을 절대적으로 여길 것(일본어: 承詔必謹 쇼쇼힛킨[*])과 경솔한 행동을 삼가고 상호 협력할 것 등을 요구했다. 이는 서로의 전쟁 책임의 전가에 의해 국민 모두가 피해를 입으면 안 된다는 것을 철저히 하기 위해 나온 것이라고 한다.
또, 쇼와 초기 이후의 일본의 반란사에 관한 검토를 테러리즘이라는 불행한 사실로서 오늘의 입장에서 재평가해야 한다고 주장하는 마에다 하루미에 의하면, 이 소요 사건은 종전 이후 격동기의 반란의 종식임과 동시에 쇼와 반란사에 종언을 고하는 위치에 있다.
원래 마이니치 신문 기자였던 나카가와 도시히로가 2002년 발표한 논문에 쓰여있는 바에 따르면, 이 사건은 이미 일본 현대사의 하나가 되었지만, 사건이 발생한 산인 지방에서조차 잊혀지고 있다. 사건 발생 이후 패배의 폐허와 실의에서 일어선 일본과 일본인은 부흥기 고도경제성장기를 거쳐 경제 대국이 되었다. 그러나 버블 경제의 반동에 따른 장기 불황의 시대가 찾아와, 거기서 탈출하지 못하고 정체하고 있다. 거액의 불량 채권이 가져온 금융 불안에서조차 탈출할 수 없는 양상이었다고 2002년 당시의 일본의 상황을 지적했다. 나카가와는 이 사건에 대해 고찰한 결과, 황국의용군의 방향성과 비뚤어진 애국심은 지양해야 하지만, 사태로부터의 탈출과 해결을 향한 황국의용군의 '저돌적인 자세'만은 전쟁 이후의 현대 일본인들이 잊어버린, 모든 것에 용감히 도전하는 '삶의 자세'로서 본받아야 할 것이라는 생각을 하게 되었다고 밝혔다.

## 기타
일본은 대한민국이 실효지배하고 있는 독도에 대한 영유권을 주장하고 있는데, 2005년 2월 22일 시마네현 의회에서 '다케시마의 날'을 제정하여 2006년부터 매년 기념 행사를 거행하고 있다. 이는 일본의 영유권 주장의 주요 근거가 되는 문건이 <시마네현 고시 제40호>이기 때문이다. 해당 고시는 1905년 일본 제국은 대한제국에, 독도를 시마네현으로 편입함을 알리는 내용을 다루는 문건이다. 하지만 일본 정부는 <시마네현 고시 제40호>의 원본이 1945년 8월 24일 시마네현청 화재로 소실되었다고 주장하였다. 1945년 8월 24일에 있었던 시마네현청 화재란 마쓰에 소요 사건 당시의 시마네현청 화재를 가리키는 것이다.

## 같이 보기
- 히비야 방화 사건
- 궁성 사건

## 참고 자료
- 岡崎功「岡崎功回想録」『大勢新聞』昭和35年3月31日号、1960年。
→오카자키 이사오 (1960년), 〈오카자키 이사오 회상록〉, 《다이세이 신문》 1960년 3월 31일자.
- 岡崎功「三徳の実事」（『西郷隆盛・言志録』新人物往来社、1973年、245 - 251ページ。）
→오카자키 이사오 (1973년), 〈산토쿠의 실사〉, 《사이고 다카모리·언지록》, 신인물왕래사, 245 ~ 251쪽.
- 岡崎功『吉田松陰留魂録』新人物往来社、1975年。
→오카자키 이사오 (1975년), 《요시다 쇼인 유혼록》, 신인물왕래사.
- 西村国次郎『島根縣庁焼打事件懴悔覚書』、1952年。
→니시무라 구니지로 (1952년), 《시마네 현청 방화 사건 참회 각서》.[93]
- 柳本見一「島根県庁焼打ち事件」（『激動二十年 島根県の戦後史』毎日新聞西部本社、1965年、1 - 17ページ。）
→야나기모토 겐이치 (1965년), 〈시마네 현청 방화 사건〉 (《격동 20년 시마네 현의 전후사》, 마이니치 신문 서부 지사, 1 ~ 17쪽.)
- 与田柾「松江騒擾事件」（京都大学文学部国史研究室日本近代史辞典編集委員会『日本近代史辞典』東洋経済新報社、1958年、568ページ。） 
→요다 마사메 (1958년), 〈마쓰에 소요 사건〉 (교토 대학 문학부 국사연구실 일본근대사사전편집위원회 《일본근대사사전》, 도요 경제 신보사, 568쪽.)
- 「島根県庁焼打ち事件」（社会問題研究会「右翼・民族派事典編纂委員会」相田浩・猪野健治・永田哲朗『右翼・民族派事典』国書刊行会、1976年、92ページ。）
→〈시마네 현청 방화 사건〉  (사회문제연구회 우익·민족파사전편찬위원회, 아이다 히로시·이노 겐지·나가타 데쓰로 《우익·민족파 사전》, 국서발행회 (1976년), 92쪽.)
- 杉谷正「島根県庁焼き打ち事件」（企画・編集 島根県大百科事典編集委員会、山陰中央新報社開発局『島根県大百科事典 上巻』山陰中央新報社、1982年。）
→스기야 다다시 (1982년), "시마네 현청 방화 사건" (기획·편집 시마네 현 대백과사전 편찬위원회, 산인 중앙 신보사 개발국 《시마네 현 대백과사전 상권》, 산인 중앙 신보사)
- 長野忠「松江騒擾事件」（『決定版 松江・安来ふるさと大百科』郷土出版社、2008年。）
→나가노 다다시 (2008년), 〈마쓰에 소요 사건〉 (《결정판 마쓰에·야스기 후루사토 대백과》, 향토출판사)[94]
- 前田治美「国体護持の陰謀と叛乱の終末」（『昭和叛乱史』日本週報社、1965年、449 - 419ページ。
→마에다 하루미 (1965년), 〈국체 보존의 음모와 반란의 종말〉 (《쇼와 반란사》, 일본 주보사, 419 ~ 449쪽.)
- 矢花愛三「終戦秘録 暴動48人！島根県庁全焼」（『週刊読売』昭和55年6月17日特大号記事、1980年、44 - 49ページ。）
→야바나 아이조 (1980년), 〈종전비록 폭동 48인! 시마네 현청 전소〉 (《주간 요미우리》 1980년 6월 17일 특대호기사, 44 ~ 49쪽.)
- 猪瀬直樹「大日本帝国最後の決起」（『潮』1982年1月号、1982年、152 - 173ページ。）
이노세 나오키 (1982년), 〈대일본제국 최후의 봉기〉 (《시오》지 1982년 1월호, 152 ~ 173쪽.)